# Europa (måne)
 Denne artikel omhandler månen Europa. Opslagsordet har også en anden betydning, se Europa (flertydig).
Europa er en af planeten Jupiters måner, og den mindste af de fire galileiske måner — de andre tre er Io, Ganymedes og Callisto. Europa blev opdaget i 1610 af Galileo Galilei, og muligvis også af Simon Marius omkring samme tid, uafhængigt af Galileis opdagelse. Den har navn efter kvinden Europa fra den græske mytologi, en af Zeus' mange elskerinder. Dette navn blev foreslået af Simon Marius kort efter dens opdagelse, men navnet vandt først udbredelse i midten af det 20. århundrede — indtil da refererede faglitteraturen til Europa som "Jupiter-II" (II som i romertallet 2; Jupiters 2. måne talt "indefra").
Europa består primært af silikater, og har sandsynligvis en kerne af jern. Oxygen udgør størstedelen af dens tynde atmosfære. Overfladen består hovedsageligt af vand-is og er en af de jævneste i solsystemet. Denne overflade er karakteriseret af revner og streger, i modsætning til kratere, som er sjældnere. Jævnheden og den tilsyneladende unge alder af Europas overflade, har ledt til den hypotese at et hav bestående af vand eksisterer under is-overfladen, som kan være hjem til udenjordisk liv.
Månens størrelse og svage fladtrykthed blev målt ved en stjerneokkultation den 31. marts 2017; ækvatorradius er 1562 km og polradius er 1560,4 km. 

## Europas indre
I modsætning til flertallet af måner i det ydre solsystem, ligner Europas indre den måde de indre planeter, Merkur, Venus, Jorden og Mars er opbygget; ligesom dem består Europa primært af silikater.
Den har et overfladelag af vand, som formodes at være ca. 100 kilometer dybt, hvoraf det alleryderste lag er frosset til is. Målinger af magnetfeltet omkring Europa tyder på at en betragtelig del af Europas indre er flydende, muligvis elektrisk ledende "saltvand" neden under is-overfladen. Desuden har Europa muligvis en kerne af metallisk jern.

## Overflade
Europas overflade er meget jævn; det er meget få landskabsdetaljer der rager mere end nogle få hundrede meter op. Et af overfladens mest markante træk er de mørke linjer der ligger på kryds og tværs af hinanden over hele kloden: Det er efter al sandsynlighed tidevandskræfterne fra Jupiter og de øvrige måner der skaber disse revner i overfladen — man mener at Europa-overfladen visse steder må hæve og sænke sig op til 30 meter i takt med disse tidevandskræfter.
Sådanne revner bliver tilsyneladende hurtigt fyldt op med nyt materiale, for der er næsten ikke nogen højdeforskel på terrænet i og udenfor striberne. Visse steder kan man ved nøjere eftersyn se hvordan den hvide is på hver sin side af en mørk linje har forskudt sig i forhold til hinanden, inden sprækken blev lukket.
Der er desuden meget få kratre på Europa; man kender kun til tre kratre over 5 kilometer i diameter. Europa-overfladen er desuden meget lys; dens albedo hører til de højeste værdier for alle måner i Solsystemet, og sammen med den næsten kraterfri, jævne overflade tyder det på at Europas overflade er meget ung. Sammenholdt med det meteor-bombardement som Europa må "tage imod", regner man med at intet landskab på Europa kan være mere end 30 millioner år gammelt.
Den lyse overflade med dens markeringer minder meget om havis på Jorden, og sammen med den fart hvormed revner og kratre bliver fyldt ud, har dette ført til spekulationer om et dybt hav under is-overfladen: Sådant et hav kunne holdes over frysepunktet af de samme tidevandskræfter der leverer energi til Ios vulkaner. De største kratre synes at være blevet fyldt op med ny is, og på baggrund af dette, samt beregninger over hvor meget varme tidevandskræfterne kan levere, regner man med at is-kappen er et sted mellem 10 og 30 kilometer tyk. Havet nedenunder kan altså være op imod 90 kilometer dybt. Observationer med rumteleskopet Hubble antyder at vand sprøjter 200 km ud fra overfladen som geysere eller kryovulkaner.
Europa har såkaldt bunden rotation i forhold til Jupiter, dvs. Europa vender til enhver tid den samme side mod Jupiter. Det burde give anledning til et forudsigeligt mønster i revnerne, men det er kun de alleryngste af Europas revner der passer med disse forudsigelser. Dette kan forklares hvis Europas indre roterer en anelse hurtigere end dens ydre, men sammenligninger af billeder fra Voyager- og Galilei-rumsonderne tyder på, at Europas kerne højest roterer 1 omdrejning pr. 10 000 år hurtigere end overfladen.
Et andet landskabstræk på Europa er de såkaldte lenticulae (latin for "fregner"): Nogle er forhøjninger, andre fordybninger, andre igen blot mørke men i øvrigt jævne områder i terrænet, mens atter andre er afgrænsede områder med mange mindre ujævnheder i det ellers så "glatte" Europa-landskab.

## Atmosfære
Observationer foretaget med Hubble teleskopet tyder på at Europa har en atmosfære, om end den er uhyre tynd; atmosfæretrykket er af størrelsesordenen 1 mikro-Pascal. Af samtlige Solsystemets måner er der kun fem andre (Io, Callisto, Ganymedes, Saturn-månen Titan og Neptun-månen Triton) der vides at have sin egen atmosfære. Den tynde Europa-atmosfære består næsten udelukkende af ilt, men i modsætning til den biologiske oprindelse til ilten i Jordens atmosfære kommer Europa-atmosfærens ilt fra vand der fordamper fra overfladen, hvorefter sol- og partikelstrålingen sønderdeler vandmolekylerne. Brinten har på grund af sin lave molekylevægt og Europas begrænsede tyngdekraft let ved at forlade atmosfæren, og tilbage er ilten.

## Baner og rotation
Europa kredser om Jupiter hver 3,5 dag og låses af tyngdekraften til Jupiter, så den samme halvkugle af månen vender altid ud mod planeten. Jupiter tager omkring 4.333 jord dage (eller omkring 12 jord år) at gå i kredsløb om solen (et joviansk år). Jupiters ækvator (og månes kredsløb) vippes i forhold til Jupiters bane sti omkring Solen med kun 3 grader (Jorden vippes 23,5 grader). Det betyder, at Jupiter snurrer næsten oprejst, så planeten såvel som Europa og Jupiters andre snesevis af måner ikke har så ekstreme sæsoner som andre planeter.
Jupiters måner Io, Europa og Ganymedes er i det, der kaldes en resonans - hver gang Ganymedes kredser om Jupiter en gang, Europa kredser to gange, og Io kredser fire gange. Over tid har banerne i de fleste store satellitter eller planeter en tendens til at blive cirkulære, men i tilfælde af disse tre satellitter frembringer resonansen en tvunget excentricitet, da satellitterne stiller op med hinanden på de samme punkter i deres kredsløb igen og igen, giver hinanden en lille tyngdekraft, der holder deres baner fra at blive cirkulære.
Fordi Europas bane er elliptisk (lidt strakt ud fra cirkulær), varierer afstanden fra Jupiter, og månens nærside mærker Jupiters tyngdekraft stærkere end dens fjernside. Størrelsen af denne forskel ændrer sig, når Europa kredser, hvilket skaber tidevand, der strækker og slapper af månens overflade.
Bøjning fra tidevandet skaber sandsynligvis månens overfladebrud. Hvis Europas hav findes, kan tidevandsopvarmningen også føre til vulkansk eller hydrotermisk aktivitet på havbunden og levere næringsstoffer, der kan gøre havet egnet til levende ting.

## Struktur
Ligesom vores planet menes Europa at have en jernkerne, en stenet kappe og et hav af salt vand. I modsætning til Jorden ligger Europas hav imidlertid under en isskal sandsynligvis 10 til 15 miles (15 til 25 kilometer) tyk og har en anslået dybde på 40 til 100 miles (60 til 150 kilometer). Selvom beviset for et indre hav er stærkt, venter dets tilstedeværelse bekræftelse af en fremtidig mission.

## Missioner til Europa
De første rapporterede observationer af Europa blev foretaget af Galileo Galilei i 1610. På grund af dette kaldes det og de tre andre største måner i Jupiter - Io, Ganymedes og Callisto - de galileiske måner. De første antydninger af vand under månens overflade kom først i 369 år senere, da de to Voyager -prober fløj gennem Jupitersystemet og gav de første detaljerede billeder af Europa.

Efter den korte flyby blev Europa efterladt alene indtil 1995, da rumfartøjet Galileo blev den første sonde, der kredsede om Jupiter. Det forblev i kredsløb i otte år og tog de mest detaljerede data fra Europa, som vi har. I slutningen af sin mission havde Galileo ikke brændstof nok til helt at undslippe det jovianske system, men forskere ønskede ikke at lade det være der på grund af frygt for, at det i sidste ende kunne smadre ind i Europa, forurene det og gøre jagten på potentielt liv der svært. I stedet sendte de rumfartøjet til dets død og kastede det ned i Jupiter.

2016 blev Galileo udskiftet med Juno -håndværket, som stadig kredser om Jupiter nu. Det er ikke kommet så tæt på Europa som Galileo endnu, men det er planlagt at flyve kun 200 miles over månens overflade i slutningen af 2022, hvilket giver os det nærmeste udseende endnu. I april 2023 blev opsendt  European Space Agency's Jupiter Icy Moons Explorer (JUICE), der bl.a. skal undersøge Galileo, når rumfartøjet når frem til planlagt omløb om en anden af Jupiters måner, Ganymedes i december 2034. Yderligere en mission er planlagt til at starte i 2024:NASA's Europa Clipper. Mens JUICE kommer i kredsløb og primært fokuserer på Ganymedes, er Europa Clipper planlagt til at lave 45 flybys ved Europa.
NASA undersøger også muligheden for at sende en lander til Europa for at karakterisere dens undergrund, men missionen modtog ikke finansiering i 2021, så det er kun et koncept for nu.